# Cantone di Nonancourt
Il Cantone di Nonancourt era una divisione amministrativa dell'arrondissement di Évreux.
A seguito della riforma approvata con decreto del 25 febbraio 2014, che ha avuto attuazione dopo le elezioni dipartimentali del 2015, è stato soppresso.

## Composizione
Comprendeva i comuni di
- Acon
- Breux-sur-Avre
- Courdemanche
- Droisy
- Illiers-l'Évêque
- Louye
- La Madeleine-de-Nonancourt
- Marcilly-la-Campagne
- Mesnil-sur-l'Estrée
- Moisville
- Muzy
- Nonancourt
- Saint-Georges-Motel
- Saint-Germain-sur-Avre